# Adamo Pulchrae Mulieris
Adamo Pulchrae Mulieris (fl. XIII secolo), non meglio identificato (forse un Adam Bellefemme), a cui in due manoscritti è attribuita un'opera De intelligentiis, o Memoriale rerum difficilium, scritta circa nel 1230.
Nell'opera si nota che Adamo è in diretta dipendenza dalla metafisica della luce di Roberto Grossatesta, e, riecheggiando motivi neoplatonici, prospetta una deduzione del molteplice dall'Uno secondo un processo scalare che richiama l'insegnamento dello Pseudo-Dionigi l'Areopagita, del Liber de causis e di Avicenna.